# トッド・ソロンズ
トッド・ソロンズ（Todd Solondz, 1959年10月15日 - ）は、アメリカ合衆国ニュージャージー州出身の映画監督・脚本家である。

## 略歴
イェール大学卒業後、ニューヨーク大学で映画制作を学んだ。『ウェルカム・ドールハウス』でサンダンス映画祭のグランプリを受賞。
過激な暴力描写や性描写は皆無に近いが、市井の人々の生活に潜む狂気を強烈なブラックユーモアを通して描く作風を持つ。一見当たり障りの無いホームドラマやコメディーに見える状況下で、何の変哲も無い（ように見える）登場人物達が人間の暗部を抉るような台詞を口にするのが彼の作品の特徴である。すべての作品がタブー視されるテーマ（家庭内差別、ストーカー、屍姦、チャイルド・マレスター、宗教、未成年の妊娠など）を扱っているため作品を発表するたびに物議を醸し、単館または少数の劇場で公開されることがほとんどである。
ニューヨーク大学の教授である。また2022年の映画『I Like Movies アイ・ライク・ムービーズ』（監督・脚本：チャンドラー・レバック）では、カナダに住む高校生の主人公が、ニューヨーク大学に進学してソロンズから映画について学ぶことを夢見る描写がある。

## フィルモグラフィー
- ウェルカム・ドールハウス Welcome to the Dollhouse (1995) 監督・脚本
- ハピネス Happiness (1998) 監督・脚本
- ストーリーテリング Storytelling (2001) 監督・脚本
- おわらない物語 アビバの場合 Palindromes (2004) 監督・脚本・製作
- Life During Wartime (2009) 監督・脚本
- ダークホース 〜リア獣エイブの恋〜 Dark Horse (2011) 監督・脚本
- トッド・ソロンズの子犬物語 Wiener-Dog (2016) 監督・脚本 [1]